# اناکائو
اناکائو (به لاتین: Anakao) یک منطقهٔ مسکونی در ماداگاسکار است که در آتسیمو-آندرفانا واقع شده‌است.